# 尤寧鎮區 (堪薩斯州賴斯縣)
尤寧鎮區（英語：Union Township）為美國堪薩斯州賴斯縣轄下的鎮區。2010年美国人口普查中此鎮區人口有738人。

## 地理
尤寧鎮區涵蓋總面積為93.4平方（36.05平方英里），其中陸地面積為93.4平方（36.05平方英里），水域面積為0平方（0.00平方英里）或0.00%。

## 人口統計
根據2010年美國人口普查，尤寧鎮區人口有738人，其中男性有359人，女性有379人，人口密度為每平方公里7.91人，住房計322戶。鎮區內的白人有723人，非裔美國人有1人，美洲原住民有4人，亞裔美國人有1人，太平洋島裔美國人有0人，其他種族有2人，混血種族則有7人。此外鎮區內有13人為西班牙裔或拉丁裔美國人。此鎮區之年齡中位數為38.6歲，而男性年齡中位數為36.4歲，女性年齡中位數為40.9歲。

## 交通

### 主要公路
- 56號美國國道